# Peter Böhm (Autor)

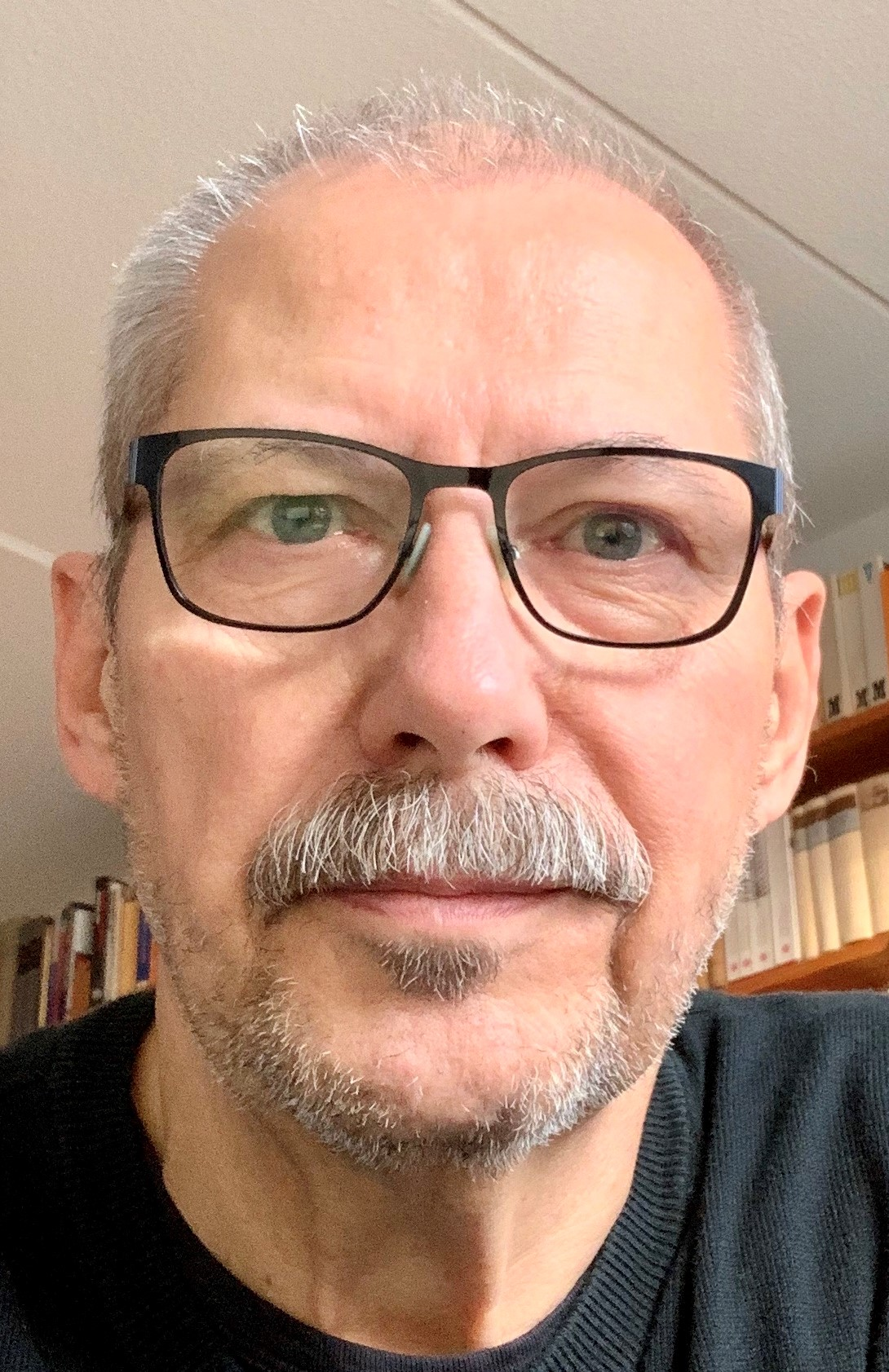
Peter Böhm

Peter Böhm (eigentlich Karl-Peter Böhm; * 1. September 1950 in Berlin) ist ein deutscher Sachbuchautor und Journalist.
Peter Böhm wurde als Sohn des Kulturpolitikers und Schriftstellers Karl Ewald Böhm geboren. Nach dem Abitur (1969) studierte er in Leipzig und Berlin Philosophie. Nach dem Diplom arbeitete Böhm als wissenschaftlicher Assistent an der Akademie für Staats- und Rechtswissenschaft der DDR in Potsdam-Babelsberg. 1981 wechselte er zum Internationalen Pressezentrum (IPZ) nach Berlin. Er wurde 1990 entlassen und arbeitete fortan als freier Journalist und Autor in Berlin, Bonn, Zürich und Hannover.

## Veröffentlichungen
- Spion bei der NATO. Hans-Joachim Bamler, der erste Resident der HVA in Paris. Edition Ost, Berlin 2014, ISBN 978-3-360-01856-4,
- Im Schatten der Roten Kapelle. Das unstete Leben des Spions Hans Voelkner, Das Neue Berlin, 2015, ISBN 978-3-360-01865-6,
- For eyes only. Die wahre Geschichte des Agenten Horst Hesse, Berlin : edition ost, 2016, ISBN 978-3-360-01876-2,
- Der Überzeugungstäter. Edition Ost, Berlin 2017, ISBN 978-3-360-01880-9 (mit Werner Großmann),
- Der letzte Mann. Countdown für das MfS. Edition Ost, 2019, ISBN 978-3-360-01889-2 (mit Heinz Engelhardt)

| Personendaten    | Personendaten                          |
| ---------------- | -------------------------------------- |
| NAME             | Böhm, Peter                            |
| ALTERNATIVNAMEN  | Böhm, Karl-Peter                       |
| KURZBESCHREIBUNG | deutscher Sachbuchautor und Journalist |
| GEBURTSDATUM     | 1. September 1950                      |
| GEBURTSORT       | Berlin                                 |